# Festival di Sanremo 1973
Il ventitreesimo Festival di Sanremo si svolse al Salone delle feste del Casinò di Sanremo dall'8 al 10 marzo 1973 con la conduzione di Mike Bongiorno e Gabriella Farinon.
La Rai trasmise alla radio tutte e tre le serate, mentre in TV solo la finale: benché irradiata in Italia in bianco e nero, si trattò della prima finale del Festival registrata dalla Rai con telecamere a colori e incisa su nastro magnetico.
A fine 2016, la televisione della Repubblica Ceca restituì alla Rai una copia a colori del Festival, incompleta in quanto assenti le esibizioni di Fausto Leali e dei Camaleonti, che figurava nell'archivio della sua progenitrice Československá televize che la diffuse - in differita - nell'allora Cecoslovacchia.
Precedentemente era emerso solo un frammento dell'esibizione di Gilda Giuliani, replicato a colori, nel corso del programma "Bella senz'anima", puntata del 25 settembre 1977, condotto da Vanna Brosio e Augusto Martelli che dimostra la presenza del video della serata finale alle Teche Rai almeno negli anni immediatamente successivi alla messa in onda.
A vincere il Festival fu Peppino di Capri con Un grande amore e niente più, davanti a Peppino Gagliardi e a Milva. Fu il primo festival condotto, per le prime due serate, da una donna, Gabriella Farinon, mentre Mike Bongiorno presentò insieme a lei la serata finale, dati gli impegni settimanali con il quiz a premi Rischiatutto.
A partire da questa edizione la direzione artistica è affidata a Vittorio Salvetti, storico patron del Festivalbar, che manterrà tale ruolo fino all’edizione del 1978.

## Partecipanti

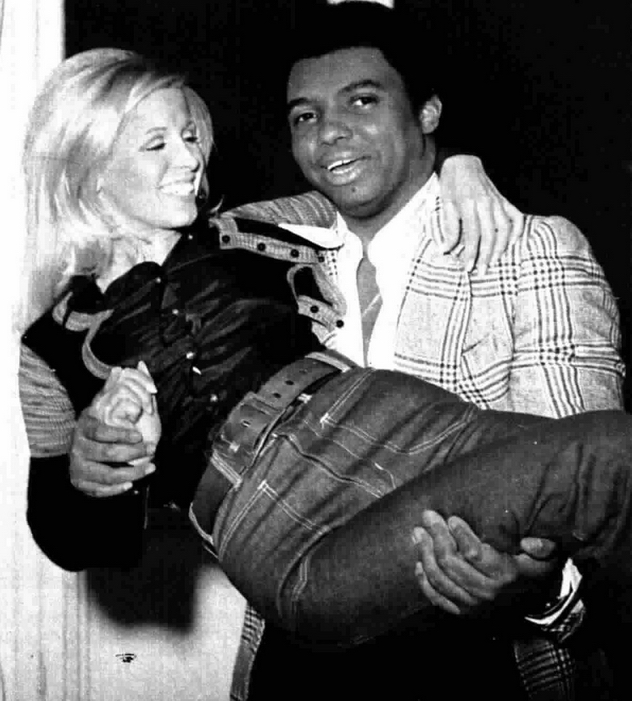
Dori Ghezzi e Wess al Festival

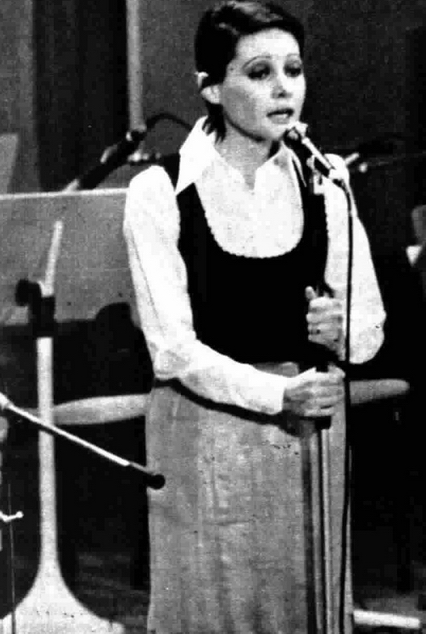
Anna Identici al Festival

I brani selezionati sarebbero dovuti essere 32 ma furono esclusi: Terra che non senti di Rosa Balistreri (non inedito) e L'unica chance di Adriano Celentano (che si ritirò polemicamente in quanto ritenne il cast di artisti in gara di quell'edizione non abbastanza prestigioso).
| Interprete          | Ultime partecipazioni al Festival |
| ------------------- | --------------------------------- |
| Alberto Feri        | Esordiente                        |
| Alessandro          | Esordiente                        |
| Anna Identici       | 1972                              |
| Bassano             | Esordiente                        |
| Camaleonti          | 1970                              |
| Carmen Amato        | Esordiente                        |
| Christian De Sica   | Esordiente                        |
| Donatello           | 1972                              |
| Drupi               | Esordiente                        |
| Fausto Leali        | 1972                              |
| Gigliola Cinquetti  | 1972                              |
| Gilda Giuliani      | Esordiente                        |
| Jet                 | Esordienti                        |
| Junior Magli        | 1969                              |
| Lara Saint Paul     | 1972                              |
| Le Figlie del Vento | Esordienti                        |
| Lionello            | Esordiente                        |
| Lolita              | Esordiente                        |
| Memo Remigi         | 1969                              |
| Milva               | 1972                              |
| Mocedades           | Esordienti                        |
| Peppino Di Capri    | 1971                              |
| Peppino Gagliardi   | 1972                              |
| Pop Tops            | Esordienti                        |
| Ricchi e Poveri     | 1972                              |
| Roberto Vecchioni   | Esordiente                        |
| Sergio Endrigo      | 1971                              |
| Toni Santagata      | Esordiente                        |
| Umberto Balsamo     | Esordiente                        |
| Wess e Dori Ghezzi  | Esordiente e 1970                 |

## Classifica, canzoni e cantanti
| Posizione | Interprete          | Canzone                             | Autori                                              | Voti ricevuti |
| --------- | ------------------- | ----------------------------------- | --------------------------------------------------- | ------------- |
| 1º        | Peppino Di Capri    | Un grande amore e niente più        | F. Califano, G. Wright, G. Faiella, C. Mattone      | 1.710         |
| 2º        | Peppino Gagliardi   | Come un ragazzino                   | G. Amendola, P. Gagliardi                           | 1.482         |
| 3º        | Milva               | Da troppo tempo                     | L. Albertelli, G. Colonnello                        | 1.463         |
| 4º        | Ricchi e Poveri     | Dolce frutto                        | C. Minellono e U. Balsamo                           | 1.430         |
| 5º        | Gilda Giuliani      | Serena                              | V. Pallavicini e G. Mescoli                         | 1.413         |
| 6º        | Wess e Dori Ghezzi  | Tu nella mia vita                   | Lubiak, F. Monti Arduini                            | 1.295         |
| 7º        | Roberto Vecchioni   | L'uomo che si gioca il cielo a dadi | R. Vecchioni                                        | 1.246         |
| 8º        | Fausto Leali        | La bandiera di sole                 | V. Pallavicini e F. Leali                           | 1.226         |
| 9º        | Umberto Balsamo     | Amore mio                           | C. Minellono, U. Balsamo                            | 1.224         |
| 10º       | Anna Identici       | Mi son chiesta tante volte          | P. P. Preti e G. Guarneri                           | 1.197         |
| 11º       | Camaleonti          | Come sei bella                      | G. Bigazzi e C. Cavallaro                           | 1.170         |
| 12º       | Donatello           | Tu giovane amore mio                | G. Pieretti, F. Monachesi, R. Gianco e A. Nicorelli | 1.131         |
| 13º       | Memo Remigi         | Il mondo è qui                      | M. Remigi                                           | 1.111         |
| 14º       | Alessandro          | Tre minuti di ricordi               | M. Del Prete e A. Pintus                            | 1.065         |
| 15º       | Lionello            | Straniera straniera                 | F. Specchia e F. Chiaravalle                        | 1.050         |
| 16º       | Lara Saint Paul     | Una casa grande                     | A. Lo Vecchio, N. Aprile e N. Villa                 | 990           |
| NF        | Mocedades           | Addio amor                          | M. Gallerani, G. Bosisio e M. Nobile                |               |
| NF        | Pop Tops            | Angeline                            | R. Nisi Marsella e C. Daiano                        |               |
| NF        | Jet                 | Anika na-o                          | F. Piccarreda e P. Cochis e P. Cassano              |               |
| NF        | Bassano             | Cara amica                          | F. Specchia P. Prencipe e V. Caruso                 |               |
| NF        | Carmen Amato        | Dove andrai                         | D. Mariano                                          |               |
| NF        | Sergio Endrigo      | Elisa Elisa                         | S. Bardotti e S. Endrigo                            |               |
| NF        | Lolita              | Innamorata io?                      | A. Celentano e F. Chiaravalle                       |               |
| NF        | Gigliola Cinquetti  | Mistero                             | C. Mattone                                          |               |
| NF        | Christian De Sica   | Mondo mio                           | P. Conte e G. Conte                                 |               |
| NF        | Alberto Feri        | Ogni volta che mi pare              | F. Evangelisti e P. Pintucci                        |               |
| NF        | Junior Magli        | Povero                              | L. Medini e M. Mellier                              |               |
| NF        | Le Figlie del Vento | Sugli sugli bane bane               | F. Chiaravalle, P. Tomelleri e A. M. Piccioli       |               |
| NF        | Drupi               | Vado via                            | E. Riccardi e L. Albertelli                         |               |
| NF        | Toni Santagata      | Via Garibaldi                       | T. Santagata                                        |               |

## Storia
L'edizione fu anticipata da alcune polemiche, come la squalifica di Rosa Balistreri con il brano Terra che non senti poiché non inedito (fu proposto il 20 ottobre 1972 durante la trasmissione televisiva Stasera... Rrrosa). A presentare ricorso fu Umberto Bindi che figurava tra i sei artisti esclusi "di riserva", ma non fu comunque ripescato per la partecipazione alla gara. Un'altra polemica arrivò da parte di Adriano Celentano, che attraverso un telegramma annunciò di non poter partecipare alla manifestazione con il brano L'unica chance poiché colpito da una leggera gastrite la cui guarigione sarebbe stata "prevista per domenica 2 marzo ore 09.30" (dunque a Festival concluso), polemizzando con la commissione per la scelta di escludere diversi artisti di chiara notorietà in favore di un eccessivo numero di nuove leve.
La Rai non trasmise in TV le prime due serate per problemi sorti all'interno dell'organizzazione con il comune di Sanremo (cosa che poi si ripeterà anche negli anni successivi, fino al 1980), ma alcune canzoni emersero ugualmente: notabilmente, tra quelle di maggior successo nella classifica, la melodica tradizionale Un grande amore e niente più di Peppino di Capri, vincitrice della kermesse, e la raffinata Da troppo tempo di Milva, tra quelle degli esordienti Serena, interpretata da Gilda Giuliani, e tra quelle escluse dalla finale Vado via, di Drupi, che raggiunse alte posizioni nella Hit Parade inglese e francese.
La scarsa attenzione che la Rai rivolse a tale edizione segnò di fatto l'inizio di un periodo di forte declino per la kermesse canora, che si protrarrà per tutto il resto del decennio. Solo nel 1981, a seguito dell'avvento in Italia delle TV private a diffusione nazionale, il Festival di Sanremo tornò ad avere una grande importanza mediatica e ad essere nuovamente trasmesso integralmente dalla Rai anche in TV.
In questa edizione vi fu inoltre il debutto di Roberto Vecchioni, un insegnante milanese destinato a divenire uno dei nomi più importanti del panorama cantautorale italiano.

### Il primo Sanremo a colori
Per molto tempo quella del 1973 è stata considerata una delle edizioni perdute del Festival, perché non era disponibile nessun filmato della serata finale, fino al 2017, quando la struttura Rai Teche ha recuperato alcuni filmati a colori della serata finale in Repubblica Ceca. Tale evento, insieme al ritrovamento della finale del Festival di Sanremo 1967 probabilmente a Malta, è stato annunciato durante la puntata del 25 gennaio 2017 di Porta a porta. La puntata è stata resa disponibile per la prima volta a colori per il pubblico italiano (all'epoca in Italia l'evento fu trasmesso in bianco e nero) il giorno seguente sul portale Rai Play. Questa edizione è stata infatti la prima ad essere ripresa dalla Rai con telecamere a colori, anche se sul territorio nazionale tale tecnologia non era ancora attiva, se non in via sperimentale (si dovette infatti aspettare il 1977 per l'avvio ufficiale delle trasmissioni televisive a colori). A beneficiare di questa innovativa tecnica di trasmissione furono però i paesi dell'Eurovisione (a partire proprio da quell'anno per le TV che vi aderivano era stato infatti introdotto l'obbligo della trasmissione a colori per la diffusione dei programmi a livello continentale), tra i quali l'allora Cecoslovacchia, dove sono state ritrovate le registrazioni.
La Rai, oltretutto, non possedeva materiale riguardante questa e altre edizioni della manifestazione. Per lungo tempo si diffuse l'ipotesi che un incendio, divampato nei locali dell'archivio Rai negli anni ottanta, avesse distrutto i nastri: in occasione del ritrovamento della finale di questa edizione, l'allora direttrice di Rai Teche Maria Pia Ammirati smentì tale ipotesi, affermando che più semplicemente durante gli anni settanta, non esistendo ancora una cultura di conservazione del materiale audio-visivo, la Rai non registrava gli eventi trasmessi in diretta., circostanza comunque smentita dal fatto che di altre annate sanremesi le Teche conservano copie non solo della serata finale ma anche delle serate ad eliminazione del giovedi e del venerdi. Ad oggi, l'unico Festival di cui non è rimasto alcun contributo video è quello del 1975: per quello del 1976 ha sopperito una ripresa commentata della televisione spagnola, mentre per quello del 1974 è stata mostrata nell'agosto del 2021 una parte dell'esibizione di Milva in una registrazione effettuata in bianco e nero.

## Regolamento
Una interpretazione per brano, 16 brani qualificati per la serata finale.

## Sigle
Le sigle della XXIII edizione del Festival di Sanremo furono composte rispettivamente da Percy Faith (titolo Bach's Lunch) e da Giampiero Boneschi (titolo Sanremo ventitré).

## Orchestra
I direttori d'orchestra furono:
- Gianfranco Lombardi per Peppino Gagliardi
- Natale Massara per Milva e Wess e Dori Ghezzi
- Gian Piero Reverberi per Ricchi e Poveri e Umberto Balsamo
- Gino Mescoli per Gilda Giuliani
- Sergio Parisini per Roberto Vecchioni
- Franco Orlandini per Anna Identici
- Detto Mariano per Alessandro
- Paolo Tomelleri per Lionello
- Massimo Salerno per Lara Saint Paul

## Canzoni di riserva
Per quest'anno, furono comunicate 6 canzoni "di riserva", che potenzialmente avrebbero potuto subentrare in caso di ritiri o squalifiche : 
- Vento caldo di Ivano Fossati
- Sinfonia per un violino di Umberto Bindi
- Made in Italy di Jimmy Fontana
- Violino di Oreste Vainiglia
- Awa Malaia de La Famiglia degli Ortega
- Aspetta di Gilda

## Esclusi
Sui giornali del periodo vengono diffusi i nomi degli artisti non accettati dalla commissione e, in molti casi, anche il titolo del brano (che in alcuni casi sarà inciso in seguito); ecco alcuni nomi di altri artisti candidati alle selezioni: 
- Renato Arrouh[10]
- Tony Astarita[11]
- Gloria Christian[12]
- Lucio Dalla Un'auto targata TO[10][13]
- Tony Dallara[10]
- Don Backy Sognando[10]
- Pino Donaggio Per amore[10]
- Mirna Doris[14]
- Fiammetta[10]
- Piero Focaccia Con quest'acqua e questo vento[15][16]
- Little Tony[10]
- Louiselle[17]
- Junior Magli[10]
- Mal[10]
- Paolo Mengoli[10]
- Donatella Moretti La ballata del disoccupato[18][19]
- Nada Ancora un po' d'amore[10]
- I Nuovi Angeli La povera gente[10][20]
- Rita Pavone L'amore è un poco matto[10]
- Robertino[21]
- I Romans[22]
- Santino Rocchetti[10]
- Rossano[10]
- Marisa Sacchetto
- Marisa Sannia
- Annarita Spinaci[23]
- Antonello Venditti[10][24]
- Bruno Venturini[10]
- Carmen Villani Chissà se mi pensi[25]